# Жижец
Жижец — древний город, упоминаемый в Списке русских городов дальних и ближних. Встречается в различных источниках также в написании Жизец, Жижеч или Зижечь. Городище Жижец расположено рядом с деревней Залучье Псковской области, на северо-западном берегу Жижицкого озера.
Город возник, по-видимому, ещё в XI веке, что подтверждается материалами археологических раскопок. Располагался на вдающемся в озеро полуострове, в центральной части которого был устроен детинец, а по берегам — посад. Первоначально он входил в состав Смоленского княжества и в 1136 году платил Смоленскому епископу дань в размере 130 гривен (для сравнения, Торопец платил около 400 гривен). Спустя некоторые время Жижец стал городом Торопецкого княжества, отделившегося от Смоленского. В 1245 году, согласно летописи, князь Александр Невский разбил под Жижцем литовцев, совершивших поход в русские земли. В XIV веке вместе с Торопцем был захвачен Великим княжеством Литовским. В 1503 году по результатам Благовещенского перемирия был присоединён к объединённому Русскому государству и просуществовал как город ещё около столетия. Вероятно, был сожжён польско-литовскими отрядами во время походов Стефана Батория на Псковщину либо в Смутное время. Некоторое время сохранялся лишь погост Жижищ (Жизец) с деревянной церковью и тремя домами.
Жижец располагался у основания узкого полуострова, вдающегося в озеро на 0,5 км. Узкий перешеек, соединяющий его с сушей, не позволял делать мощных укреплений. Верхняя овальная площадка имеет размеры 70 × 50 м. Вокруг холма располагалось обширное неукреплённое селище-посад. При раскопках был обнаружен культурный слой мощностью в 1,1 м, где преобладали древнерусские изделия XI—XIV веков — шиферные пряслица, стеклянные браслеты, трапециевидный гребень, лепная керамика и железные изделия. Крепость была возведена на городище дьякова типа.